# Дроздов, Иван Лукьянович
Иван Лукьянович Дроздов (14 марта 1929 года, с. Верхний Киембай, Оренбургская губерния — 5 сентября 2008 года) — русский писатель, участник Великой Отечественной войны.

## Биография
Родился в семье Луки Макаровича и Мавры Дмитриевны Дроздовых. В 1941 г. окончил среднюю школу в станице Старокорсунской (Краснодарский край), куда в 1938 г. переехала семья Дроздова.
В июне 1941 добровольцем вступил в Красную Армию; окончил Грозненское военное пехотное училище, получил звание лейтенанта.
С декабря 1941 г. — в боях Великой Отечественной войны. Участвовал в боях под Ростовом-на-Дону, в обороне Сталинграда. 23 августа 1942 г. был тяжело ранен, попал в плен. Бежал из плена; после проверки в органах СМЕРШа был восстановлен в звании и назначен начальником пересыльного пункта в Краснодаре, где несколько месяцев учил младших командиров. Затем участвовал в освобождении Одессы, Днепропетровска, в разгроме Ясско-Кишиневской группировки; воевал в Румынии. 9 мая 1945 г. встретил в Болгарии.
После войны окончил Московский политехнический институт по специальности «инженер-металлург». Работал начальником литейного цеха завода «Запчасть», затем возглавлял крупнейший литейный цех Краснодарского компрессорного завода.
С 1960-х гг. посвятил себя литературной деятельности. В 1965 г. в альманахе «Кубань» был опубликован его первый рассказ «Каким был день?».
С 1966 по 1996 гг. возглавлял бюро пропаганды художественной литературы Краснодарской краевой писательской организации; с 1991 г. — Краснодарское отделение Литфонда России.

## Творчество
романы:
- «Литейщики»
- «Прощание с журавлями»
- «И некуда руки воздеть»
- «Полынная горечь»

серия повестей, рассказов и очерков:
- «Пять главок из прошлого»
- «Мария — дочь Хрисана»
- «Снежана»
- «Не вериться»
- «Утро 19 февраля»
- «Смерть поправ» и другие

## Из отзывов
Когда вы будете читать Дроздова, вы не найдете ни одного словечка неправды, потому что он писал о себе, обо всем, что передумано и прожито.— Л. Д. Бирюк
В. Бакалдин:
«…И Дроздов обладает завидным качеством — на небольшой площади рассказа несколькими яркими штрихами зарисовать человеческие характеры». « Никому из кубанских литераторов не пришлось отдать столько лет жизни, столько сил и энергии краевой писательской организации, непосредственно, штатно работая в ней, сколько выпало на долю Ивана Лукьяновича Дроздова».

## Награды
- Орден Отечественной войны 1 степени
- Медаль «За отвагу»
- Медаль «За победу над Германией в Великой Отечественной войне 1941—1945 гг.»
- медали.

## Память
В 2010 г. имя И. Л. Дроздова присвоено библиотеке станицы Старокорсунской.